# John Atcherley Dew
John Atcherley kardinál Dew (* 5. května 1948, Waipawa) je novozélandský římskokatolický kněz a emeritní arcibiskup Wellingtonu.

## Život
Narodil se 5. května 1948 ve Waipawě. Navštěvoval základní školu svatého Josefa ve Waipukurau, poté nastoupil do St. Joseph's College (dnes Chanel) v Mastertonu. Po střední škole vstoupil do kněžského semináře Svatého Jména v Christchurch, kde studoval filosofii. Teologická studia získal na Holy Cross College v Mosgielu.
Na kněze byl vysvěcen 9. května 1976 arcibiskupem Reginaldem Johnem Delargeyem. Po vysvěcení působil v pastoraci ve farnosti svatého Josefa v Upper Huttu. Dále jako vedoucí arcidiecézního odboru pro mládež a v pastorační péči Cook Islands Maori Community, Holy Cross College a roku 1991 odjel studovat spiritualitu na Institut svatého Anselma do Kentu.
Dne 1. dubna 1995 jej papež Jan Pavel II. jmenoval pomocným biskupem Wellingtonu a titulárním biskupem z Privaty. Biskupské svěcení přijal 31. května 1995 z rukou kardinála Thomase Stafforda Williamse a spolusvětiteli byli biskup Denis George Browne a biskup Peter James Cullinane.
Tuto funkci vykonával do 24. května 2004, kdy byl ustanoven arcibiskupem koadjutorem Wellingtonu. Dne 21. března 2005 po rezignaci kardinála Williamse nastoupil do funkce metropolitního arcibiskupa Wellingtonu. Pallium převzal 29. června 2005 z rukou papeže Benedikta XVI.
Dne 1. dubna 2005 se navíc stal biskupem ordinářem Nového Zélandu.
Dne 14. února 2015 jej papež František na konzistoři jmenoval kardinálem s titulem kardinál-kněz ze Sant'Ippolito.
Dne 5. května 2023 přijal papež František jeho rezignaci na post arcibiskupa Wellingtonu z důvodu dosažení kanonického věku 75 let.